# Allanton (North Lanarkshire)

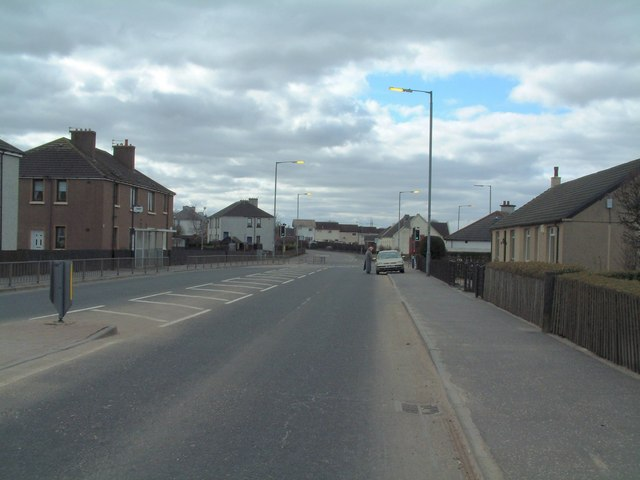
Die Hauptstraße von Allanton

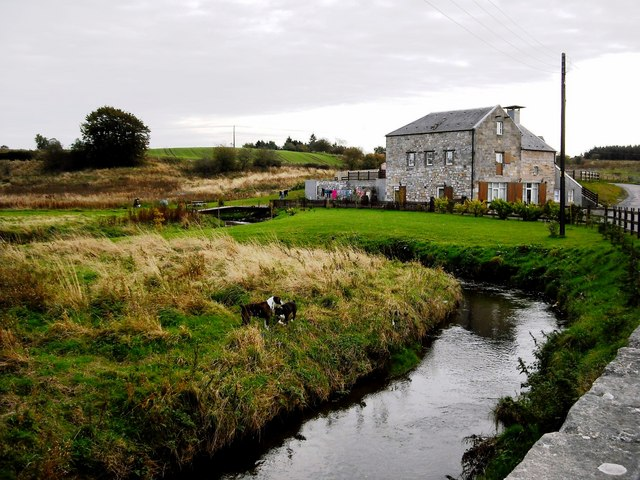
Mühle am Bach

Allanton ist ein Dorf, das östlich von Glasgow in der Region North Lanarkshire in Schottland liegt.

## Geographie
Allanton liegt im Westen der Central Lowlands in einer flachwelligen, teilweise bewaldeten Landschaft. Nördlich des Ortes fließt der Oberlauf des Baches South Calder Water. Städte und Dörfer in der Nähe sind Wishaw, sechseinhalb Kilometer im Südwesten und Bonkle, zwei Kilometer im Westen. Hinzu kommen die kleineren Ortschaften Bowhousebog im Norden und Allanbank im Nordwesten.

## Historisches
Allanton profitierte in der ersten Hälfte des 20. Jahrhunderts von der Zeche Kingshill. Sie wurde 1973 geschlossen, in der Folgezeit wurde noch Tagebau im Südosten betrieben.
Im Rahmen der historischen Gliederung Schottlands in Parishes zählte Allanton zu Cambusnethan, das zu Lanarkshire gehörte. Nach dessen Auflösung wurde es mit Hartwood zur Gemeinde (Community Council Area) Allanton and Hartwood zusammengeschlossen.

## Verkehr
Die zentrale Verkehrsachse des Ortes bildet die A71, die von Edinburgh kommt und in Irvine endet.